# Nel nido straniero
Nel nido straniero è un mediometraggio muto italiano del 1914 diretto da Baldassarre Negroni.